# Tetjana Klimtschenko
Tetjana Ihoriwna Klimtschenko, auch Tetyana Klimchenko, (ukrainisch Тетяна Ігорівна Клімченко; * 8. Mai 1994 in Tscherwonohrad) ist eine ukrainische Radsportlerin, die auf Ausdauerdisziplinen auf der Bahn spezialisiert ist.

## Sportliche Laufbahn
2012 wurde Tetjana Klimtschenko Vize-Europameisterin der Juniorinnen im Omnium; im Jahr darauf errang sie in derselben Disziplin Bronze in der Kategorie U23. Bis einschließlich 2019 wurde sie zudem 14 Mal ukrainische Meisterin in verschiedenen Bahnrad-Disziplinen.
Beim vierten Lauf des Bahnrad-Weltcups 2016/17 in Los Angeles gewann Klimtschenko den Scratch und belegte Rang zwei in der Gesamtwertung. Bei den Bahnradsport-Europameisterschaften 2017 errang sie die Silbermedaille im Scratch. Bei den Bahnradsport-Europameisterschaften 2020 wurde sie Dritte im Scratch und mit Anna Nahirna, Viktoria Bondar und Julija Birjukowa ebenfalls Dritte in der Mannschaftsverfolgung. 2021 wurde sie beim Lauf des UCI Track Cycling Nations’ Cup in Cali Zweite im Omnium sowie im Zweier-Mannschaftsfahren (mit Ksenija Fedotowa).

## Diverses
Tetjana Klimtschenko studiert an der Staatlichen Sporthochschule in Lwiw.

## Erfolge
2012
- Junioren-Europameisterschaft – Omnium

2014
- U23-Europameisterschaft – Omnium
- Ukrainische Meisterin – Scratch, Punktefahren, Einerverfolgung, Mannschaftsverfolgung (mit Inna Metalnikowa, Olena Demidowa, Marta Tereschtschuk und Kristina Kondratenko)

2015
- Ukrainische Meisterin – Omnium, Scratch, Mannschaftsverfolgung (mit Inna Metalnikowa, Anastasiya Goda, Oksana Kljatschyna und Kristina Kondratenko)

2016
- Ukrainische Meisterin – Scratch, Punktefahren, Omnium, Mannschaftsverfolgung (mit Anna Nahirna, Oksana Kljatschyna und Viktoria Bondar)

2017
- Bahnrad-Weltcup in Los Angeles – Scratch
- Europameisterschaft – Scratch
- Ukrainische Meisterin – Omnium

2019
- Ukrainische Meisterin – Omnium, Scratch

2020
- Europameisterschaft – Scratch, Mannschaftsverfolgung (mit Anna Nahirna, Viktoria Bondar und Julija Birjukowa)

2021
- Ukrainische Meisterin – Einerverfolgung

2023
- Ukrainische Meisterin – Omnium, Scratch, Zweier-Mannschaftsfahren (mit Arina Korotijewa)